# Steve MacKenzie
Steve MacKenzie (Romford, 23 novembre 1961) è un allenatore di calcio ed ex calciatore inglese, di ruolo centrocampista.

## Carriera

### Club
Dopo l'inizio nelle giovanili del Crystal Palace, firma un contratto con il Manchester City per 250.000 sterline. Ha trascorso due stagioni al City, e la sua seconda stagione coincise col rimpiazzo di Malcolm Allison con John Bond. Ha guadagnato fama segnando gol spettacolari, in particolare nel 1981, nella ripetizione della finale di FA Cup contro il Tottenham.

## Palmarès

### Club

#### Competizioni giovanili
- FA Youth Cup: 1

Crystal Palace: 1977-1978